# نشالة هانم (فلم)
نشالة هانم هو فيلم مصري عرض عام 1953، بطولة كمال الشناوي وسامية جمال وفريد شوقي وإسماعيل ياسين، ومن إخراج حسن الصيفي.

## قصة الفيلم
فتاة تتعلم حرفة النشل، وتنضم إلى إحدى العصابات والتي تستغلها في أعمالها، وبعد فترة تضيق من حياة الفساد وتكره تواجدها في هذه العصابة، يطلب منها رئيس العصابة أن تسرق جوهرة ثمينة يملكها أحد الأثرياء، وكانت الخطة أن تدعي هذه الفتاة أنها أخت ابن أخ المليونير، وأن يدعوها لزيارته وأن تتعرف على عمه.

## طاقم التمثيل
- سامية جمال: (ريشة / بلابل)
- كمال الشناوي: (نبيل)
- إسماعيل ياسين: (فراش في صيدناوي)
- فريد شوقي: (برعي - رئيس العصابة)
- منى: (سميرة)
- حسن فايق: (تيسير يسري)
- سراج منير: (مدير محل صيدناوي)
- رياض القصبجي: (شكل - من عصابة برعي)
- لطفي الحكيم: (من عصابة برعي)
- عبد المنعم إسماعيل: (عامل في الكازينو)
- محمد صبيح: (من عصابة برعي)
- عبد الغني النجدي: (خادم في بيت تيسير)
- محسن حسنين: (من عصابة برعي)
- منير الفنجري: (ساحر الكازينو)
- ميمي شكيب: (توحيدة هانم ياسمين)
- عدلي كاسب: (شريف النصاب)
- عبد الحميد بدوي: (راكب بالأتوبيس)
- عبد العظيم كامل: (محصل الأتوبيس)
- محمد شوقي: (راكب بالأتوبيس)
- رشاد حامد: (بواب الكازينو)
- عباس الدالي: (راكب بالأتوبيس)

## فريق العمل
- إخراج: حسن الصيفي
- تأليف: أبو السعود الإبياري
- مدير التصوير: وحيد فريد
- مونتاج: عبد المنعم توفيق
- إنتاج: أفلام حسن الصيفي
- توزيع: الشرق لتوزيع الأفلام